# پایان: حقیقت نهایی
پایان: حقیقت نهایی (به انگلیسی: Antim: The Final Truth) فیلمی هندی محصول سال ۲۰۲۱ و به کارگردانی ماهش مانجرکار است. در این فیلم بازیگرانی همچون سلمان خان، آیوشان شارما، ماهیما ماکوانا، جیشو سنگوپتا، نیکیتین دیر، ساچین خدکار، ماهش مانجرکار، اوپندرا لیمایه، سایاجی شینده، وارون دهاوان و والوشا دسوزا ایفای نقش کرده‌اند.